# Емілі Сент-Джон Мандел
Емілі Сент-Джон Мандел (англ. Emily St. John Mandel; нар. 1979, Комокс, Канада) — канадська письменниця у жанрі наукової фантастики.

## Біографія
Емілі Сент-Джон Мандел народилася у 1979 році у місті Комокс, Британська Колумбія, Канада. Вона залишила школу у віці 18 років, щоб вивчати контемпорарі-денс у Школі театру танців у Торонто. Недовго жила у Монреалі до того, як переїхала до Нью-Йорку.
Мандел опублікувала чотири романи. ЇЇ четверта книга — «Станція Одинадцять» (Station Eleven), постапокаліптичний роман, дія якого відбувається у недалекому майбутньому у світі, який постраждав від наслідків вірусу, та оповідає про трупу шекспірівських акторів, що подорожує по містах у районі Великих озер. Роман був номінований на Національну книжкову премію, нагороду «PEN/Faulkner» за художню літературу, жіночу літературну премію Бейліз та отримав премію Артура Кларка і книжкову премію Торонто. Однойменний мінісеріал на основі роману вийшов на HBO Max 16 грудня 2021 року.

## Твори
- 2009 — «Остання ніч у Монреалі» (англ. Last Night in Montreal)
- 2010 — «Пістолет співака» (англ. The Singer's Gun)
- 2012 — «Квартет „Лола“» (англ. The Lola Quartet)
- 2014 — «Станція Одинадцять»(інші мови) (англ. Station Eleven)
- 2020 — «Скляний готель» (англ. The Glass Hotel)
- 2022 — «Море спокою» (англ. Sea of Tranquility)

## Дослідження
Мандел написала статтю, у якій детально проаналізувала статистику, що стосується романів з назвами «The ___'s Daughter» (укр. «Донька ___»).
Вона написала схожу статтю, у якій детально проаналізувала статистику, що стосується романів, які мають у своїй назві слово «girl» (укр. «дівчина»). Одним з її відкриттів стало те, що дівчина зі значно більшою ймовірністю опиняється мертвою в кінці, якщо автор книги — чоловік.
В обох дослідженнях Мандел використовувала базу даних сайту Goodreads.

## Особисте життя
Після вивчення танців Мандел жила у Торонто та Монреалі, а потім переїхала до Нью-Йорка. Вона одружилася із Кевіном Манделем (англ. Kevin Mandel), письменником і хедхантером, у пари є донька. Вони розлучилися 2022 року.
Станом на 2022 рік Мандел жила у Брукліні, Нью-Йорк. Станом на 2024 рік у неї була дівчина, вони оголосили заручини того ж року.